# Short Singapore
El Short Singapore fue un hidrocanoa biplano polimotor británico, construido después de la Primera Guerra Mundial. El diseño fue desarrollado en dos versiones de cuatro motores; el prototipo Singapore II y el Singapore III de producción. Este último se convirtió en el principal hidrocanoa de patrulla marítima de largo alcance de la Real Fuerza Aérea de los años 30, y entró en servicio contra los japoneses con la Real Fuerza Aérea de Nueva Zelanda durante la Segunda Guerra Mundial.

## Diseño y desarrollo

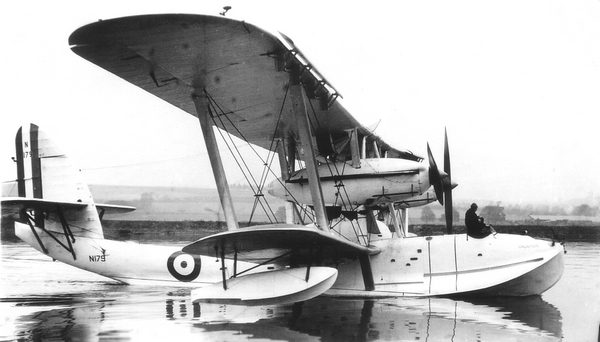
Prototipo del Short Singapore I (N179) en su forma final, con motores Rolls-Royce H.10 Buzzard y slots automáticos de Handley Page en las alas superiores.

El primer prototipo del Short Singapore, también conocido como Short S.5 (designación militar Singapore I), era una versión de casco metálico del Short Cromarty de casco de madera. El diseño biplano incluía un único empenaje y timón, y estaba propulsado originalmente por dos motores Rolls-Royce Condor IIIA de 480 kW (650 hp). Su primer vuelo fue realizado desde Rochester el 17 de agosto de 1926, pilotado por John Lankester Parker, piloto de pruebas jefe de Short. El modelo no entró en producción, pero fue usado por Sir Alan Cobham en un vuelo de investigación alrededor de África. Matriculado G-EBUP, dejó Rochester el 17 de noviembre de 1927 y llegó al Cabo de Buena Esperanza el 30 de marzo de 1928, volviendo a Rochester el 4 de junio del mismo año. Fue exhibido en el Olympia de Londres en julio de 1929.
El Singapore II (designación del constructor Short S.12) siguiente era un desarrollo del Singapore I con cuatro motores, montados en parejas tractora-propulsoras (también conocidas como configuración push-pull). El único ejemplar construido de este avión fue volado por primera vez el 27 de marzo de 1930, también por John Lankester Parker.
Desde el Singapore II, el diseño llevó cuatro motores y una cola triple. En 1933, el Ministerio del Aire británico encargó, bajo la Especificación R.3/33, cuatro hidrocanoas basados en el Singapore II para realizar pruebas con los escuadrones. Estos serían seguidos por otro encargo de producción bajo la Especificación R.14/34. Estos aviones, los Singapore III (designación del constructor Short S.19), poseían cascos totalmente metálicos y superficies de vuelo metálicas recubiertas de tela. Estaban propulsados por cuatro Rolls-Royce Kestrel IX de 503 kW (675 hp) montados entre las alas en dos parejas tractora-propulsoras, similares a las de los Singapore II. Los seis tripulantes estaban localizados en una cabina central y en posiciones artilladas abiertas de morro, de cola y a mitad de fuselaje (con ametralladoras Vickers o Lewis). Se podía llevar externamente un depósito de combustible de largo alcance en una estructura dorsal. El primer Singapore III voló el 15 de junio de 1934. Aunque obsoleto por la época en que el primer avión entró en servicio con el 210 Squadron en enero de 1935, el modelo llegó a tiempo para beneficiarse de la carrera de armamentos de finales de los años 30, construyéndose 37 ejemplares. La producción finalizó en junio de 1937.

## Historia operacional

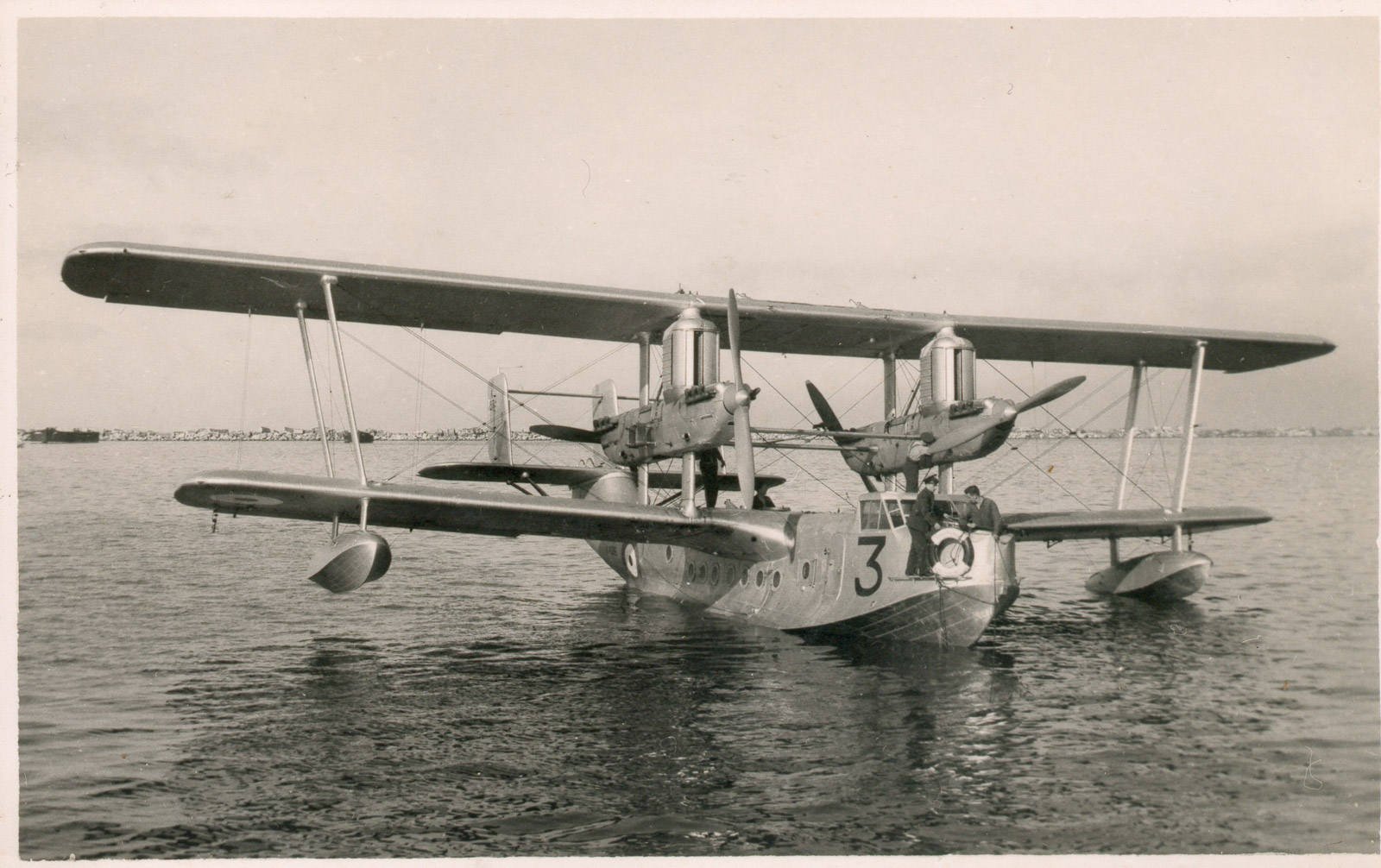
Hidrocanoa Short Singapore III del 230 Squadron en Alejandría, a mitad de los años 30.

El 230 Squadron fue el primer escuadrón equipado con Singapore III. Fue destinado a Alejandría en 1935. Durante 1937, los Singapore de los 209 y 210 Squadrons se trasladaron desde RAF Kalafrana en Malta hasta Argelia, como parte de un esfuerzo internacional para impedir el tráfico de armas durante la Guerra Civil española.
La sustitución del Singapore por el Short Sunderland ya estaba bastante encaminada en el momento del estallido de la Segunda Guerra Mundial. Sin embargo, 19 supervivientes entraron en servicio limitado en teatros secundarios, principalmente como entrenadores. La última unidad de la RAF que operó el modelo fue el No. 205 Squadron RAF en Singapur, que renunció a sus aviones en octubre de 1941. Cuatro aviones del 205 Squadron lograron unirse al No. 5 Squadron RNZAF en Fiyi para ser usados contra los incursores alemanes. Cuando Japón atacó en diciembre, los aviones de Nueva Zelanda se encontraron en primera línea. Reclamaron un submarino japonés y realizaron varios rescates aeronavales antes de ser reemplazados por Consolidated Catalina del No. 6 Squadron RNZAF en abril de 1943.

## Variantes
Singapore I (S.5)
Primer diseño, avión propulsado por dos motores Rolls-Royce Condor IIIA de 665 hp, uno construido.
Singapore II (S.12)
Desarrollo del Singapore I propulsado por cuatro motores, uno construido.
Singapore III (S.19)
Desarrollo del Singapore II propulsado por cuatro motores Rolls-Royce Kestrel IX y equipado con cola triple. 37 construidos.

## Operadores
Nueva Zelanda

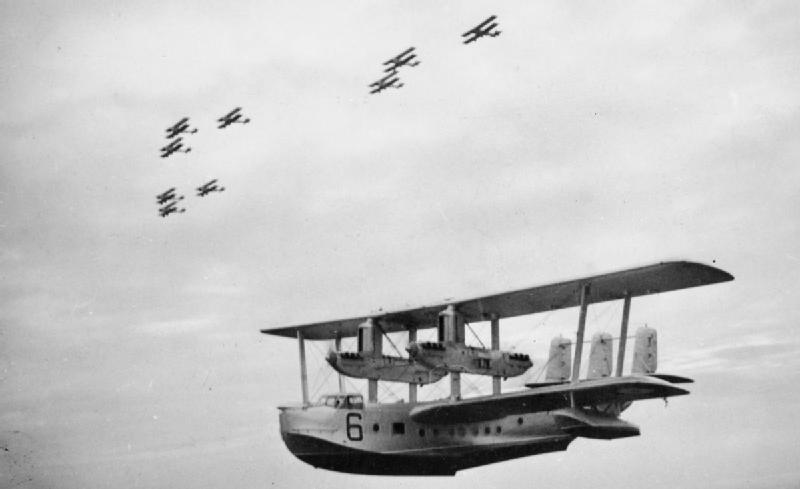
Hidrocanoa Short Singapore III del 205 Squadron, en vuelo por debajo de tres formaciones de torpederos Vickers Vildebeest del 100 Squadron. Ambas unidades estaban basadas en RAF Seletar.

- Real Fuerza Aérea de Nueva Zelanda:[5] cuatro aviones transferidos desde el 205 Squadron de la RAF en octubre de 1941.

 Reino Unido
- Real Fuerza Aérea[6]

## Accidentes e incidentes
- 15 de febrero de 1935: el Singapore III K3595 se estrelló en los montes Peloritanos, cerca de Mesina, Sicilia, con poca visibilidad. Todos a bordo murieron (ocho militares de la RAF y un civil Oficial Técnico Superior del Royal Aircraft Establishment). El avión era uno de los cuatro que habían partido desde el Reino Unido cuatro semanas antes para su entrega al No. 205 Squadron RAF, basado en Singapur. El vuelo había sido repetidamente retrasado debido a problemas de motor y a enfermedades en la tripulación. Una de las víctimas del accidente fue el Teniente de Vuelo Henry Longfield Beatty, medio hermano del Primer Lord del Almirantazgo David Beatty. Fueron enterrados en el Cementerio Naval de Capuccini, Malta.
- 2 de febrero de 1937: el Singapore III K3594 se estrelló durante el despegue desde RAF Seletar, Singapur. Un piloto murió, los otros cinco tripulantes resultaron heridos. El avión fue dado de baja.
- 8 de agosto de 1939: el Singapore III K4584 del No. 203 Squadron RAF golpeó un rompeolas durante el despegue desde RAF Aboukir, Alejandría, Egipto; dos tripulantes resultaron muertos y siete, heridos, muriendo uno de ellos más tarde debido a sus heridas. El avión se incendió y fue dado de baja. Uno de los heridos en el accidente era el Líder de Escuadrón James Scarlett-Streatfeild (más tarde Vicemariscal del Aire).

## Especificaciones (Singapore III)
Referencia datos: Singapore: Short's Last Biplane Boat

### Características generales
- Tripulación: Seis–siete[8]
- Longitud: 19,6 m (64,2 ft)
- Envergadura: 27,4 m (90 ft)
- Altura: 7,2 m (23,5 ft)
- Superficie alar: 136,1 m² (1465 ft²)
- Peso vacío: 9237 kg (20 358,3 lb)
- Peso cargado: 12 773 kg (28 151,7 lb)
- Peso máximo al despegue: 14 692 kg (32 381,2 lb)
- Planta motriz: 4× motor lineal V12 refrigerado por líquido Rolls-Royce Kestrel VIII/IX.
  - Potencia: 450 kW (620 HP; 612 CV) (reducida) a 1400 m (4500 pies) cada uno.
- Capacidad de combustible: 3570 L (normal), 5760 L (sobrecarga)

### Rendimiento
- Velocidad máxima operativa (Vno): 219 km/h (136 MPH; 118 kt) a 1520 m (5000 pies) y con peso normal
- Velocidad crucero (Vc): 167 km/h (104 MPH; 90 kt) (crucero económico, peso máximo)
- Alcance: 1600 km (864 nmi; 994 mi) [9]
- Techo de vuelo: 4500 m (14 764 ft)
- Tiempo a altitud: 7 min a 1520 m (5000 pies)

### Armamento
- Ametralladoras: 

  - 3x Lewis de 7,7 mm en posiciones de morro, cintura y cola
- Bombas: Hasta 500 kg bajo las alas

## Aeronaves relacionadas

### Desarrollos relacionados
- Short S.2
- Short Cromarty
- Short Calcutta
- Short Sarafand

### Aeronaves similares
- Hall XP2H
- Blackburn Perth

### Secuencias de designación
- Secuencia S._ (interna de Short, después de 1921): ← S.2 - S.3 - S.4 - S.5 - S.6 - S.7 - S.8 - S.8/8 - S.10 - S.11 - S.12 - S.14 - S.15 - S.16 - S.17 - L.17 - S.18 - S.19 - S.20 - S.21 - S.22 →